# Hydaticus
Hydaticus is een geslacht van kevers uit de familie  waterroofkevers (Dytiscidae).
Het geslacht is voor het eerst wetenschappelijk beschreven in 1817 door William Elford Leach.

## Soorten
Het geslacht omvat de volgende soorten:
- Hydaticus abyssinicus Régimbart, 1905
- Hydaticus aequabilis Guignot, 1958
- Hydaticus agaboides Sharp, 1882
- Hydaticus amydrus Guignot, 1955
- Hydaticus apiatus Guignot, 1947
- Hydaticus arabicus Guignot, 1951
- Hydaticus arcuatus Régimbart, 1895
- Hydaticus aruspex Clark, 1864
- Hydaticus basicollis Régimbart, 1905
- Hydaticus batchianensis Sharp, 1882
- Hydaticus bengalensis Régimbart, 1899
- Hydaticus bihamatus Aubé, 1838
- Hydaticus bimarginatus (Say, 1830)
- Hydaticus bipunctatus Wehncke, 1876
- Hydaticus bitalensis Guignot, 1952
- Hydaticus bivittatus Laporte, 1835
- Hydaticus bowringii Clark, 1864
- Hydaticus caffer Boheman, 1848
- Hydaticus capicola Aubé, 1838
- Hydaticus chrisi Nilsson, 2001
- Hydaticus cinctipennis Aubé, 1838
- Hydaticus collarti Guignot, 1948
- Hydaticus concolor Sharp, 1882
- Hydaticus congo Gschwendtner, 1938
- Hydaticus consanguineus Aubé, 1838
- Hydaticus conspersus Régimbart, 1899
- Hydaticus continentalis J.Balfour-Browne, 1944
- Hydaticus daemeli Wehncke, 1876
- Hydaticus decorus Klug, 1834
- Hydaticus devexus Trémouilles, 1996
- Hydaticus dineutoides Sharp, 1882
- Hydaticus dintelmanni Balke, Hendrich, Sagata & Wewalka, 2005
- Hydaticus dorsiger Aubé, 1838
- Hydaticus dregei Aubé, 1838
- Hydaticus epipleuricus Régimbart, 1891
- Hydaticus exclamationis Aubé, 1838
- Hydaticus fabricii (W.S.Macleay, 1825)
- Hydaticus figuratus Régimbart, 1899
- Hydaticus fijiensis Régimbart, 1899
- Hydaticus finus Watts, 1978
- Hydaticus flavolineatus Boheman, 1848
- Hydaticus fractifer Walker, 1858
- Hydaticus fractivittis Guignot, 1951
- Hydaticus fulvoguttatus Guignot, 1951
- Hydaticus fulvosparsus Gschwendtner, 1938
- Hydaticus galla Guérin-Méneville, 1849
- Hydaticus grammicus (Germar, 1827)
- Hydaticus guignoti Gschwendtner, 1938
- Hydaticus histrio Clark, 1864
- Hydaticus humeralis Régimbart, 1895
- Hydaticus incertus Régimbart, 1888
- Hydaticus ineptus Guignot, 1953
- Hydaticus inexspectatus Trémouilles, 1996
- Hydaticus intermedius Régimbart, 1895
- Hydaticus interrogator Mouchamps, 1957
- Hydaticus jeanneli Guignot, 1936
- Hydaticus kolbei Branden, 1885
- Hydaticus laceratus Régimbart, 1895
- Hydaticus laetabilis Régimbart, 1899
- Hydaticus lateralis Laporte, 1835
- Hydaticus latior Régimbart, 1895
- Hydaticus lativittis Régimbart, 1895
- Hydaticus leander (Rossi, 1790)
- Hydaticus limnetes Guignot, 1955
- Hydaticus litigiosus Régimbart, 1880
- Hydaticus luczonicus Aubé, 1838
- Hydaticus macularis Régimbart, 1899
- Hydaticus madagascariensis Aubé, 1838
- Hydaticus major Régimbart, 1899
- Hydaticus matruelis Clark, 1864
- Hydaticus mexaformis Wewalka, 1979
- Hydaticus microdaemeli Watts, 1978
- Hydaticus mocquerysi Régimbart, 1895
- Hydaticus musivus Guignot, 1952
- Hydaticus natalensis Guignot, 1951
- Hydaticus nigritulus Régimbart, 1899
- Hydaticus nigrotaeniatus Régimbart, 1895
- Hydaticus okalehubyi Balke & Hendrich, 1992
- Hydaticus opaculus Gschwendtner, 1933
- Hydaticus orissaensis Nilsson, 1999
- Hydaticus ornatus H.J.Kolbe, 1883
- Hydaticus pacificus Aubé, 1838
- Hydaticus paganus Clark, 1864
- Hydaticus palliatus Aubé, 1838
- Hydaticus parallelus Clark, 1864
- Hydaticus peregrinus Guignot, 1948
- Hydaticus pescheti Gschwendtner, 1930
- Hydaticus petitii Aubé, 1838
- Hydaticus philippensis Wehncke, 1876
- Hydaticus piceus LeConte, 1863
- Hydaticus plagiatus Régimbart, 1895
- Hydaticus platamboides Régimbart, 1889
- Hydaticus platteeuwi Severin, 1890
- Hydaticus poecilus Régimbart, 1895
- Hydaticus ponticus Sharp, 1882
- Hydaticus propinquus Guignot, 1951
- Hydaticus pulcher (Clark, 1863)
- Hydaticus pullatus Guignot, 1952
- Hydaticus quadriguttatus Régimbart, 1895
- Hydaticus quadrivittatus Blanchard, 1843
- Hydaticus reductus Régimbart, 1899
- Hydaticus rhantaticoides Régimbart, 1892
- Hydaticus rhantoides Sharp, 1882
- Hydaticus ricinus Wewalka, 1979
- Hydaticus rimosus Aubé, 1838
- Hydaticus rivanolis Wewalka, 1979
- Hydaticus saecularis Pederzani, 1982
- Hydaticus satoi Wewalka, 1975
- Hydaticus scapularis Guignot, 1952
- Hydaticus schelkovnikovi Zaitzev, 1913
- Hydaticus schultzei Zimmermann, 1924
- Hydaticus sellatus Régimbart, 1883
- Hydaticus seminiger (De Geer, 1774)
- Hydaticus septemlineatus Zimmermann, 1928
- Hydaticus servillianus Aubé, 1838
- Hydaticus severini Régimbart, 1895
- Hydaticus sexguttatus Régimbart, 1899
- Hydaticus sobrinus Aubé, 1838
- Hydaticus speciosus Régimbart, 1895
- Hydaticus stappersi Peschet, 1915
- Hydaticus subfasciatus Laporte, 1835
- Hydaticus suffusus Régimbart, 1892
- Hydaticus tenuis Gschwendtner, 1938
- Hydaticus testudinarius Régimbart, 1895
- Hydaticus thermonectoides Sharp, 1884
- Hydaticus torosus Guignot, 1947
- Hydaticus transversalis (Pontoppidan, 1763)
- Hydaticus tschoffeni Régimbart, 1895
- Hydaticus tuyuensis Trémouilles, 1996
- Hydaticus ugandaensis Guignot, 1936
- Hydaticus ussherii Clark, 1864
- Hydaticus vaziranii Wewalka, 1979
- Hydaticus verecundus Clark, 1864
- Hydaticus vittatus (Fabricius, 1775)
- Hydaticus vitticollis Régimbart, 1895
- Hydaticus wattsi Daussin, 1980
- Hydaticus xanthomelas (Brullé, 1837)
- Hydaticus zschokkeanus (Heer, 1847)